# 오이 주스

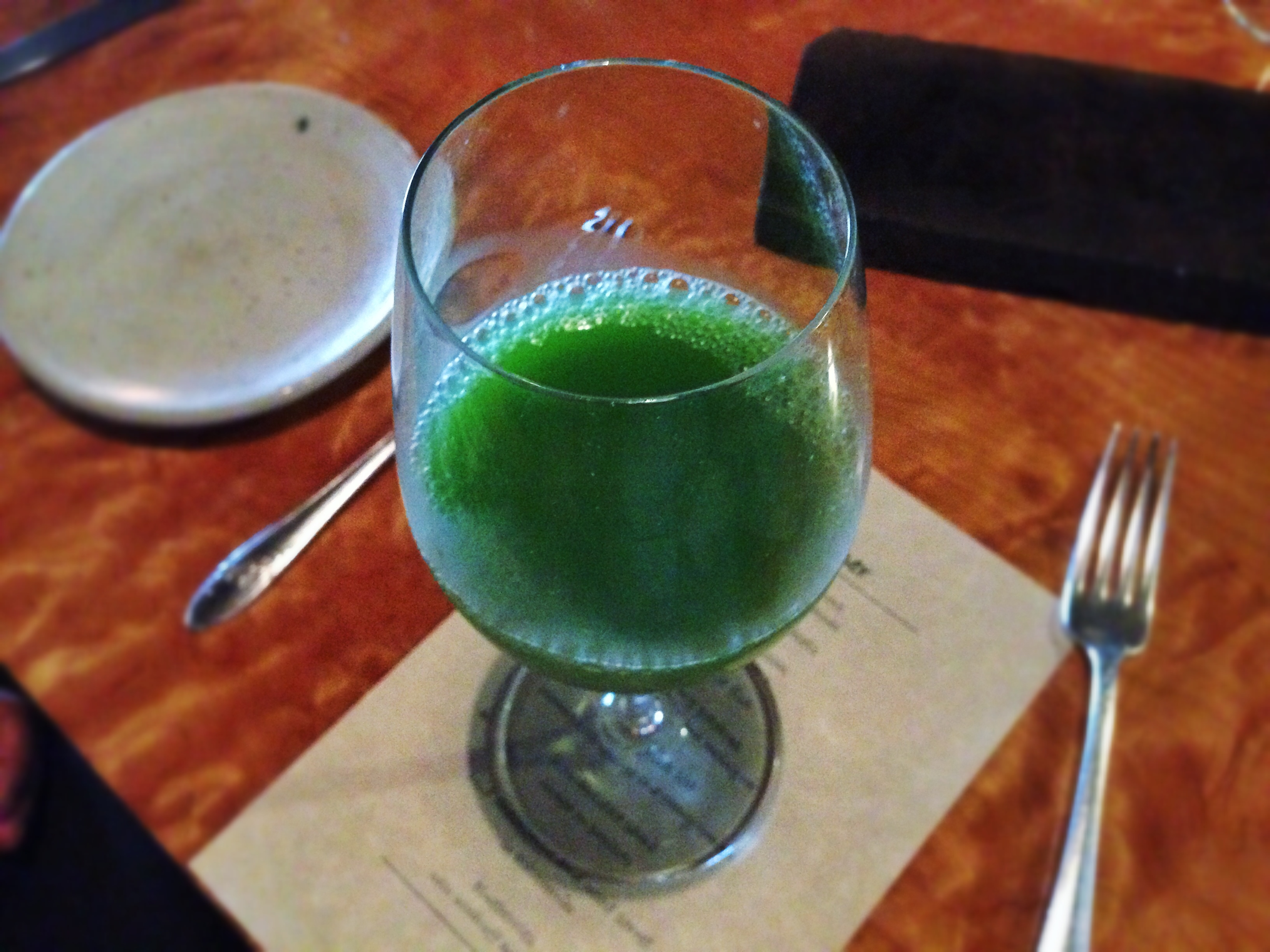
오이 주스

오이 주스(Cucumber juice) 또는 오이즙은 오이를 갈거나 압착하여 만든 주스이다. 오이는 98%가 물이다.
오이 주스는 블러디 메리와 같은 칵테일을 만들 때, 오이 수프와 같은 요리를 만들 때, 그린 가디스 드레싱과 같은 샐러드 드레싱을 만들 때 사용된다. 오이 주스는 칼륨과 비타민 A 함량이 높다. 또한, 오이 주스는 상당한 양의 규소와 스테롤을 함유하고 있다.
오이 주스는 화장품, 비누, 샴푸, 로션과 오드투알레트와 향수의 원료로 사용된다.
오이 주스는 러시아 전통 의학에서 호흡기 염증이나 기침을 치료하는 데 사용되었다. 또한, 오이 주스는 속쓰림이나 위염을 경감시켜주는 데 사용되었다. 오이 주스를 피부에 발라서 화상이나 발진을 진정시켜주는 데 사용되어 왔다. 오이 주스는 쥐며느리나 양좀을 물리치는 방충제로도 사용되어 왔다.

## 같이 보기
- 오이 소다
- 오이 수프

## 참고 자료
- Tremblay, Sylvie (2015년 4월 16일). “The Benefits of Cucumber Juice”. 《SFgate.com》. 2022년 8월 29일에 원본 문서에서 보존된 문서. 2015년 4월 17일에 확인함.
- Hui, Y.H.; Ghazala, S.; Graham, D.M.; Murrell, K.D.; Nip, W.K. (2003). 《Handbook of Vegetable Preservation and Processing》. Food Science and Technology. Taylor & Francis. 190쪽. ISBN 978-0-8247-5665-9.